# Krzysztof Adranowski
Krzysztof Jerzy Adranowski (ur. 18 lipca 1950) – polski samorządowiec, urzędnik i fizjoterapeuta, w latach 1994–1998 prezydent Świnoujścia.

## Życiorys
Uzyskał stopień doktora. Specjalizował się w fizjoterapii i rehabilitacji, pracował m.in. w świnoujskim uzdrowisku. Był później dziekanem wydziału zamiejscowego w Szczecinie Wyższej Szkoły Edukacji i Terapii im. prof. Kazimiery Milanowskiej.
Zaangażował się w działalność polityczną w ramach Sojuszu Lewicy Demokratycznej. W 1994 wybrany radnym Świnoujścia, od 1994 do 1998 roku pełnił funkcję prezydenta miasta. W 2002 kandydował do sejmiku zachodniopomorskiego. Należał do zarządu zachodniopomorskiej kasy chorych, w 2003 objął stanowisko dyrektora zachodniopomorskiego oddziału Narodowego Funduszu Zdrowia. Zasiadał także w radach nadzorczych Morskiej Stoczni Remontowej i MKS Gryf Szczecin. W 2010 ubiegał się o mandat w radzie miejskiej Szczecina z listy Platformy Obywatelskiej.